# Cuckoo Brook
Der Cuckoo Brook ist ein Wasserlauf in Essex, England. Er entsteht im Epping Forest nordöstlich von Sewardstonebury und fließt in südöstlicher Richtung bis zu seiner Mündung in The Ching südlich des Connaught Water.